# Johann Nepomuk Hofzinser
Johann Nepomuk Hofzinser (19 juin 1806 - 11 mars 1875) est un illusionniste austro-hongrois spécialisé dans la manipulation de cartes à jouer. 

## Biographie
Johann Nepomuk Hofzinser utilisa le nom de scène de « Dr. Hofzinser » à la suite de son départ en retraite en 1865. Jusqu'à cette date, il travaillait au ministère des Finances autrichien à Vienne. Il se maria à Wilhelmine Bergmann (1827-1900) le 21 septembre 1854.
Contrairement à ce que Ottokar Fischer (10 novembre 1873 - 1er décembre 1940) raconta, sa femme Wilhelmine n'a pas détruit les manuscrits de son défunt mari après son décès.
Nombre de ses techniques de manipulations de cartes restent aujourd'hui secrets. Plusieurs élèves de Hofzinser ont conservé les notes et consignes de leurs travaux avec leur professeur. Il reste aujourd'hui plus de 270 manuscrits et notes de Hofzinser ou de ses anciens élèves dans diverses collections.
Il est reconnu comme étant un des plus grands cartomanes ayant existé et est cité dans les ouvrages de nombreux grands magiciens modernes tels que Dai Vernon, également appelé « Le Professeur ».
Un certain « Dr Hofzinser » a été interprété par Philip McGough dans le film L'Illusionniste de Neil Burger en 2006.